# مادبوري (نيوهامشير)
مادبوري (بالإنجليزية: Madbury, New Hampshire)‏ هي بلدة أمريكية تقع في الولايات المتحدة في مقاطعة سترافورد. يقدر عدد سكانها بـ 1,771 نسمة ومساحتها 31.7 كم2 وترتفع عن سطح البحر 37 متر.